# Coussarea hirticalyx
Coussarea hirticalyx är en måreväxtart som beskrevs av Paul Carpenter Standley. Coussarea hirticalyx ingår i släktet Coussarea och familjen måreväxter. Inga underarter finns listade i Catalogue of Life.